# Haievîci, Ovruci
Haievîci (în ucraineană Гаєвичі) este un sat în comuna Pokaliv din raionul Ovruci, regiunea Jîtomîr, Ucraina.

## Demografie
Componența lingvistică a localității Haievîci
     Ucraineană (98,77%)
     Alte limbi (0,92%)
Conform recensământului din 2001, majoritatea populației localității Haievîci era vorbitoare de ucraineană (98,77%), existând în minoritate și vorbitori de alte limbi.